# Dryops vadoni
Dryops vadoni is een keversoort uit de familie ruighaarkevers (Dryopidae). De wetenschappelijke naam van de soort werd in 1963 gepubliceerd door Delève.